# Герд фон Рундштедт
Карл Рудо́льф Герд фон Ру́ндштедт (нім. Gerd von Rundstedt; 12 грудня 1875, Ашерслебен — 24 лютого 1953, Ганновер) — німецький воєначальник часів Третього Рейху, генерал-фельдмаршал (1940) Вермахту. Кавалер Лицарського хреста Залізного хреста з Дубовим листям та Мечами (1945). Командував оперативно-стратегічними об'єднаннями у Європейських кампаніях. На початковій фазі операції «Барбаросса» командував групою армій «Південь». З 1942 з перервами керував військами Вермахту на Західному театрі воєнних дій.

## Біографія

### Ранні роки
Карл Рудольф Герд фон Рундштедт народився 12 грудня 1875 року в місті Ашерслебені в провінції Саксонія в аристократичній прусській сім'ї, в родині генерал-майора. За своїм походженням сім'я належала до однієї з найдавніших дворянських родів Німеччини (Мекленбург), що вела свій родовід з початку XII століття.
У 12-річному віці Герд фон Рундштедт був відданий у кадетський корпус. 22 березня 1892 року він почав військову службу в чині фанен-юнкера (кандидат в офіцери) 83-го піхотного полку в Касселі. У червні 1893 році проведений в офіцери. Службу проходив на посадах батальйонного і полкового ад'ютанта. Незабаром командування відмітило старання перспективного молодого офіцера й у 1902 році він поступив на навчання до Академії Генерального штабу. 1907 року закінчив Військову академію та отримав призначення до Генерального штабу. З 1907 до 1910 року служив у Генеральному штабі, надалі у 1910—1912 роках офіцер штабу 11-го армійського корпусу, з 1912 року командир роти 171-го піхотного полку.

### Перша світова війна
З початком Першої світової війни Герд фон Рундштедт у званні гауптмана призначений офіцером Генерального штабу при 22-й резервній піхотній дивізії (Західний фронт). Брав участь у битві на Марні, потім служив у військовій адміністрації окупованого Антверпена, майор (1914). Навесні 1915 року його дивізія була перекинута на Східний фронт, брав участь у боях на території Польщі на р. Нарві, а з кінця 1915 року служив у військовій адміністрації Польщі.

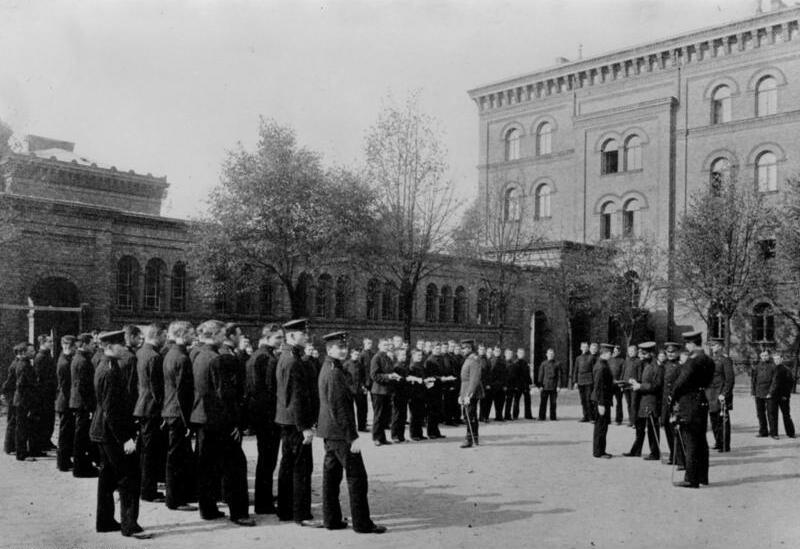
Прусський кадетський корпус. 1900

У 1916 році призначений начальником штабу корпусу на Румунському фронті. З осені 1917 року начальник штабу 53-го армійського корпусу на Східному фронті. 1918 року знову на Західному фронті, начальник штабу 15-го армійського корпусу. За бойові заслуги на фронтах Першої світової війни неодноразово нагороджений, в тому числі Залізним хрестом 2-го та 1-го ступенів. Рундштедт був двічі представлений до «Блакитного Макса». У кайзерівської армії навіть один такий орден багато казав про виняткову хоробрість нагородженого.

### Інтербеллум
Після розпуску кайзерівської армії у 1919 році залишений служити в рейхсвері, але кар'єрний зріст фон Рундштедта йшов доволі активно на відміну від більшості німецьких офіцерів того часу. У 1920—1923 роках Рундщтедт у званні оберст-лейтенанта начальник штабу 3-ї кавалерійської дивізії. 1923 року підвищений в оберсти та призначений начальником штабу 2-го військового округу (Штеттін). У 1925—1926 роках командував 18-м піхотним полком, на чолі якого брав участь у придушенні революційних виступів у Тюрінгії. З 1926 року начальник штабу 2-ї армійської групи (Кассель), генерал-майор (1927). 1928 року призначений командиром 2-ї кавалерійської дивізії (Бреслау), якою командував до 1932 року, генерал-лейтенант (1929). 1932 року призначений командувачем 3-м військовим округом (Берлін), а в жовтні того ж року — командувачем 1-ї армійської групи (Берлін), до складу якої входили 1-й, 2-й, 3-й, 4-й військові округи, а також 3-тя кавалерійська дивізія, генерал від інфантерії (1932).
Прихід на початку 1933 року до влади в Німеччині нацистів зустрів з байдужістю, тому що вважав, що армія повинна стояти поза політикою. У перші роки нацистського режиму користувався великим впливом, вважався негласним старійшиною офіцерського корпусу німецької армії й першим за старшинством серед її генералів. Використовуючи свій авторитет, двічі (1934 і 1938) заблокував призначення генерала В. фон Райхенау на пост головнокомандувача німецькою армією, попри підтримки цієї кандидатури особисто А. Гітлером. Причина таких різких демаршів Рундштедта полягала в тому, що Райхенау, на його думку, був занадто політизованим прихильником нацистів, а А.Гітлер намагався порушити армійську субординацію, висуваючи свого протеже на вищий в німецькій військовій ієрархії пост в обхід старших і досвідченіших генералів.
- 22 березня 1892 — фанен-юнкер
- 17 червня 1893 — лейтенант
- 12 вересня 1902 — оберлейтенант
- 24 березня 1909 — гауптман
- 28 листопада 1914 — майор
- 1 жовтня 1920 — оберстлейтенант
- 1 лютого 1923 — оберст
- 1 листопада 1927 — генерал-майор
- 1 березня 1929 — генерал-лейтенант
- 1 жовтня 1932 — генерал від інфантерії
- 1 березня 1938 — генерал-полковник
- 19 липня 1940 — генерал-фельдмаршал

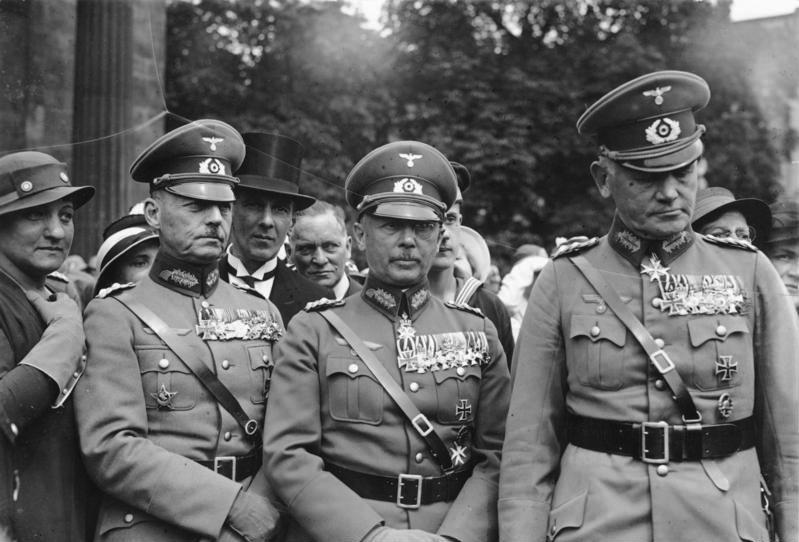
Генерал від інфантерії Герд фон Рундштедт з генералами В.фон Фрічем та В.фон Бломбергом. Берлін, 1934

Генерал Рундштедт негативно ставився до Гітлера й не приховував своїх почуттів до нового рейхсканцлера. Разом з тим, Рундштедт цілком підтримував мілітаристські та експансіоністські плани Гітлера, зробив великий внесок у створення Вермахту, активно виступав за створення військово-промислової бази Німеччині та моторизації армії. Фюрер відчував до Рундштедта подібні почуття, але генерал був йому потрібен, потрібен настільки, що той зумів пережити чистку генералітету, влаштовану нацистами під час реформування військового міністерства. Але поступово взаєморозуміння між Рундштедтом і Гітлером погіршилося, а потім настало взаємне охолодження. Причина полягала в незгоді Рундштедта з деякими діями й вчинками німецького диктатора. Так, Рундштедт виступив проти союзу А.Гітлера з Б.Муссоліні, вважаючи, що нічого доброго для Німеччини цей союз не обіцяє, й більш того він образив Гітлера, порадивши йому не зв'язуватися з «цією негритянської дупою» Муссоліні. Він також висловився проти окупації Судетської області, вважаючи, що німецька армія ще не готова до війни, пішов на вже згадуване вище зіткнення з фюрером через Райхенау, коли Гітлер змушений був відступити перед твердою позицією німецького генералітету, очолюваного Рундштедта, і нарешті, дозволив собі відкрито підтримати антинацистські налаштованих генералів В. фон Фріча (головнокомандувач сухопутними силами) і Л. Бека (начальник Генерального штабу). Проте, перед відставкою Рундштедт встиг покомандувати 2-ю польовою армією, яка окупувала Судети. Тільки після цього в грудні 1938 року Герд фон Рундштедт, отримавши чин генерал-полковника, був з пошаною відправлений на пенсію (формально за віком). Це стало першою з його чотирьох відставок.
Але у відставці Рундштедт був недовго. Наближалася війна, і Гітлеру були потрібні досвідчені генерали.
У травні 1939 року він знову запросив Рундштедта на дійсну військову службу і призначив його своїм головним військовим радником. На цій посаді Рундштедт очолив розробку плану війни проти Польщі, доручивши йому очолити групу офіцерів Генштабу, які планували напад на Польщу. Генерал-полковник, що мав великий досвід штабної роботи, доклав усіх зусиль, щоб якнайкраще розробити кампанію, яка стала бойовим хрещенням вермахту. За планом «Вайс» німецькі війська, залишивши на заході лише слабке прикриття, силами 60 дивізій завдавали швидкого і рішучого удару по Польщі, знищуючи її армію раніше, ніж Франція встигне відмобілізувати свої війська і почати які-небудь дії.
Влітку 1939 року перед початком Польської кампанії 1939 року, Герд фон Рундштедт був призначений командувачем групи армій «Південь» (8-ма А, 10-та А і 14-та А) якої належало зіграти головну роль у майбутній кампанії. Протягом трьох тижнів війська Рундштедта розгромили чотири армії противника, перш ніж зустрілися з передовими частинами РСЧА, які наступали зі сходу.

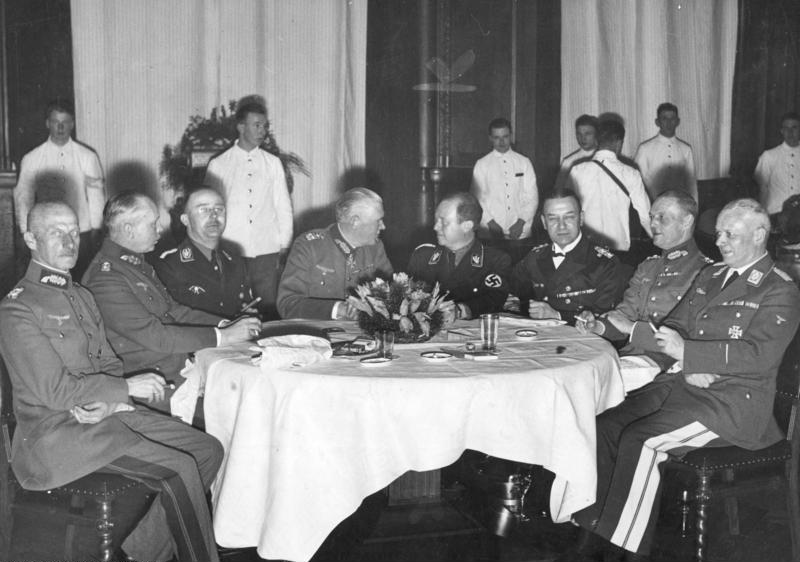
Вищий генералітет Третього Рейху: генерал артилерії В.фон Лееб, генерал артилерії В.фон Фріч, рейхсфюрер СС Г.Гіммлер, генерал-полковник В.фон Бломберг, обергрупенфюрер П. Кёнер, адмірал Е.Редер, генерал від інфантерії Г.фон Рундштедт та генерал авіації Е.Ваченфельд. 13 січня 1935

### Друга світова війна

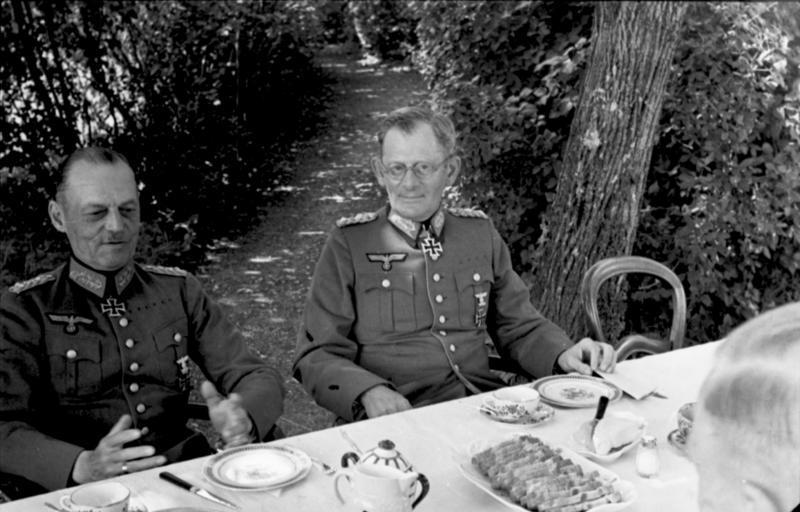
Генерал-полковники Г. фон Рундштедт та М. фон Вейхс після перемоги над Францією. Червень 1940

1 вересня 1939 року почалася Друга світова війна і фон Рундштедт на чолі групи армій «Південь» продемонстрував неабиякі здібності воєначальника в ході успішного захоплення Польщі. 28 вересня 1939 року його війська опанували Варшаву, завершивши розгром польської армії. 30 вересня 1939 року за бойові заслуги в ході військової кампанії Рундштедт був нагороджений Лицарським хрестом Залізного хреста. Він також був нагороджений застібками до Залізних хрестів (повторне нагородження).
Після падіння Польщі генерал-полковник був призначений головнокомандувачем військами Вермахту на Сході. Але вже 20 жовтня 1939 року фон Рундштедт повернувся до Німеччини, де очолив групу армій «A» (4-та А, 12-та А, 16-та А і танкова група «Клейст») та почав готуватися до війни на Заході. Фон Рундштедт був активним прибічником нового плану війни проти Франції («план Манштейна») й всіляко підтримував Манштейна з його ідеєю завдання удару «броньованим кулаком» в ході вторгнення у Францію.

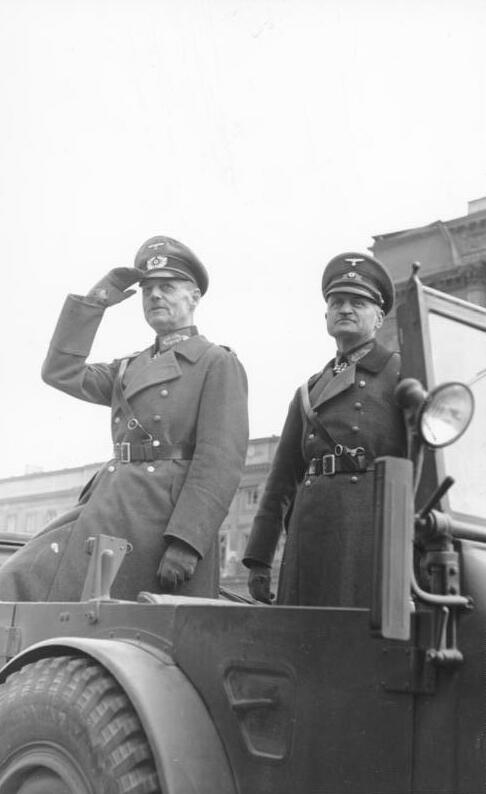
Генерал-полковник Герд фон Рундштедт з генералом Й. Бласковіцем на військовому параді з нагоди перемоги Німеччиною Польщі. Варшава, 2 жовтня 1939

Під час Французької кампанії 1940 року війська Рундштедта (7 танкових дивізій, 3 моторизованих дивізії та 35 піхотних дивізій), як і в Польщі, завдали головний удар. Здійснивши прорив через Арденни до Ла-Маншу, вони визначили переможний для Німеччини кінець війни. Особливо успішно діяли танкові війська. вони вийшли на підступи до Дюнкерка. До 14 травня 1940 року броньовані дивізії Гайнца Гудеріана, стрімко розвиваючи досягнутий успіх, перетнули Маас і зробили величезний пролом у фронті союзників.
Але, генерал фон Рундштедт сумнівався в життєздатності цих військ без підтримки піхоти, і попросив затримати наступ. Союзні британо-французькі війська були притиснуті до моря і знаходилися на межі знищення. Але завершальний удар по них нанесений так і не був. 24 травня 1940 року за порадою Рундштедта Гітлер віддав німецьким танковим військам знаменитий «стоп-наказ». Ця затримка дозволила британцям відвести війська до Дюнкерка. Потім Рундштедт заборонив нападати на плацдарм Дюнкерка і таким чином дозволив британцям евакуювати його. Такий поворот подій здивував всіх. Фон Рундштедт та інші згодом стверджували, що рішення належало Гітлеру і було засноване на переконанні, що Велика Британія легко прийме мирний договір, якщо він великодушно пощадить те, що залишилося від її експедиційного корпусу. Зараз неможливо дізнатися, що було на думці у Гітлера і хоча готовність до нерішучих поступок ставить в безвихідь, остаточне рішення належало Рундштедту, оскільки Гітлер поставив його на чолі операції, переважно через нелояльність Франца Гальдера. Успішно діяли війська Рундштедта і на завершальному етапі цієї війни.
19 липня 1940 року Герд фон Рундштедт отримав найвище військове звання генерал-фельдмаршал.
Після розгрому Франції Гітлер призначив Рундштедта командувати військами на Заході (червень 1940 — березень 1941) з підпорядкуванням йому угруповання військ (6-та А, 9-та А і 16-та А) та доручив йому готувати напад на Велику Британію. Але Рундштедт із самого початку не вірив, що оперативний план «Морський лев» вдасться втілити в життя.

### Вторгнення в СРСР

#### Початокоперації «Барбаросса»
У березні 1941 року генерал-фельдмаршал Герд фон Рундштедт отримав наказ відбути в Бреслау та очолити групу армій «Південь», яка повинна була узяти участь у війні з Радянським Союзом. Рундштедт скептично ставився до плану «Барбаросса» і вважав, що війна з Росією — безглузда витівка. І навіть якщо вона неминуча, то її не можна буде виграти в ході однієї літньої кампанії. Однак Гітлер не став слухати заперечення фельдмаршала, наказ був відданий.
Попри те, що Рундштедт із самого початку заперечував проти нападу на СРСР, він прийняв під своє командування групою армій «Південь» й негайно розпочав готувати війська до вторгнення.
Група армій «Південь» складалася з чотирьох польових армій і танкової групи під командуванням генерала фон Клейста. Німецько-румунська 11-та армія О. фон Шоберта дислокувалася в районі міста Ясси, 2-га угорська — в Карпатах, 17-та армія К. фон Штюльпнагеля — на північ від Карпатських гір і 6-та армія В. фон Райхенау — між позиціями 17-ї армії та Любліном. Танкова група генерала Клейста дислокувалася в Галичині західніше Томашув. Угруповання фон Рундштедта налічувала 25 піхотних, 4 моторизованих, 5 танкових і 6 гірсько-піхотних дивізій вермахту. Крім того, до її складу входили угорський корпус, словацька дивізія, до яких пізніше приєдналися італійські частини. Румунська армія генерала Іона Антонеску перебувала в оперативному підпорядкуванні Рундштедта. На початок вторгнення загалом група армій налічувала 43 німецьких дивізії та 14 румунських. Велику частину сил групи складала не моторизована піхота, тому її просування не було таким швидким, як у двох інших груп Вермахту.
Війська фельдмаршала Герда фон Рундштедта мали завдання наступати південніше Прип'ятських боліт на схід, приділяючи основну увагу лівому флангу, розгромити потужне угруповання радянських частин під командуванням Будьонного й захопити Київ.
З ранку 22 червня 1941 року війська Вермахту перейшли кордони Радянського союзу — розпочалася радянсько-німецька війна. Але вже 23 червня 1941 року війська Південно-Західного фронту зупинили просування німецьких танкових клинів, нав'язавши Рундштедту найбільше танковий бій, який тривав протягом п'яти діб у великому районі Галичини між Луцьком, Дубно і Бродами. Радянський контрудар зірвав спробу фельдмаршала з ходу захопити Київ. Проте, арміям Рундштедта супроводив успіх: вже в прикордонних боях було захоплено 150 тис. полонених, близько 2 тис. танків і 2 тис. гармат. На початку серпня в боях під Уманню їм вдалося оточити значні сили Південного і Південно-Західного фронтів (частини 6-ї, 8-ї та 12-ї радянських армій) Червоної армії. Було узято понад 100 тис. полонених, близько 300 танків і 800 гармат.

#### Битва за Київ
30 червня радянські війська почали відхід на старий державний кордон. Проте командування групи армій «Південь» випередили частини РСЧА, не дозволивши їм закріпитися на «лінії Сталіна». Вже 7 липня танки фон Клейста, прорвавши оборону Південно-Західного фронту північніше Нового Мирополя, до вечора захопили Бердичів. Наступного дня був здійснений ще один прорив південніше Новоград-Волинського, і через кілька діб німецькі танки з'явилися за 15 кілометрів на захід від Києва. Однак, захопити столицю України з ходу військам Рундштедта не вдалося — вони були зупинені на зовнішньому обводі Київського укріпленого району.
На північний захід від Києва на правому фланзі Південно-Західного фронту 5-та радянська армія змогла утримати Коростенський укріпрайон і півтора місяця стримувала просування 10 дивізій Вермахту, не дозволяючи фельдмаршалу Рундштедту обійти столицю України з півночі. Постійними контрударами у фланг угрупування, що наступала на Київ, 5-та армія значно полегшувала положення 37-ї та 26-ї армій, що захищали місто. Тільки наприкінці серпня за наказом Ставки 5-та армія відійшла на новий оборонний рубіж на північ від міста.
Більш успішно Герд фон Рундштедт діяв на південному фланзі. Наприкінці липня його війська перекинули частини 26-ї радянської армії, спробувала завдати удару у фланг 1-й танковій групі Клейста, і продовжили охоплює маневр на південь від Києва. Зламавши опір 6-ї і 12-ї радянських армій, частини вермахту оточили їх в районі Умані та, не зупиняючись, продовжили рух на південний схід паралельно течією Дніпра. Тепер група Клейста повинна була оточити радянські війська, що відступали перед військами 11-ї німецької та 3-ї й 4-ї румунських армій, але поки йшли бої у Києва, радянське командування встигло відтягнути війська з Бессарабії, продовжуючи утримувати тільки Одесу. Порт, оточений 4-ю румунською армією, забезпечувався морем і тримався до 16 жовтня. Просуваючись трьома колонами через Первомайськ вздовж Бугу, через Кіровоград на Кривий Ріг і з району Кременчука на південний схід, 1-ша танкова група розгромила частини Червоної Армії, що знаходилися на захід від Дніпра, і до 20 серпня захопила всю закрут річки від Черкас до Херсона.
Проте план «Барбаросса» був далекий від виконання. Почали збуватися найпохмуріші передбачення фельдмаршала Рундштедта. Тільки в другій половині серпня, коли за планом війна вже мала закінчитися, Рундштедт зміг захопити весь правий берег Дніпра до гирла і створити на лівому березі річки два плацдарми для подальшого оточення Києва.
1 вересня частини групи армій «Південь» форсували Дніпро біля Кременчука та закріпилися на лівому березі. Ставка терміново перекинула в цей район 38-му армію, виділену з резерву, але вона не змогла ліквідувати плацдарм противника. 12 вересня група Клейста прорвала радянську оборону і кинулася на з'єднання з 2-ї танкової групою Гудеріана, що наступала з району Гомеля. Через три дні німці замкнули кільце в районі Лохвиці, оточивши 5-ту, 37-му та 26-ту радянські армії. 18 вересня новий командувач Південно-Західним фронтом маршал Тимошенко спробував пробити коридор до оточених частин, але після тижня важких боїв його війська були відкинуті назад.
Захопивши Київ, фон Рундштедт продовжив розгром РСЧА. Фельдмаршал планував ударами, що сходяться, силами 1-ї танкової групи з району Дніпропетровська, 11-ї німецької та 3-ї румунської армій з Північної Таврії в загальному напрямку на Бердянськ оточити й знищити близько Мелітополя основні сили Південно-Західного фронту. Після чого група Клейста повинна була в обхід Південного Донбасу наступати на Ростов.
Згодом війська Рундтедта, за підтримки 2-ї танкової групи Г.Гудеріана, перекинутої з московського напряму, завершили оточення під Києвом основних сил Південно-Західного фронту. До полону потрапило більше ніж 660 тис. солдатів і офіцерів Червоної армії, захоплено 884 танки і більше як 3 тис. гармат. Після цього Рундштедт повернув 1-шу танкову групу Клейста на південний схід, в тил частинам Південного фронту, що стримував просування 11-ї армії Манштейна в районі Мелітополя.
У ході літньої кампанії 1941 року очолювані Рундштедта війська повністю розгромили радянські Південно-Західний і Південний фронти, до початку листопада захопили майже всю Україну і велику частину Криму. Найбільш великі перемоги над радянськими військами були здобуті в прикордонних боях (Західна Україна), під Уманню, на схід від Києва, у Приазов'ї та Криму. Масштаб, розмах і напруженість цих боїв не йшли ні в яке порівняння з тими, які німецьким військам довелося вести до того на Заході. За твердженням німецьких істориків, війська групи армій «Південь» в ході бойових дій в Україні та в Криму влітку — восени 1941 взяли в полон понад мільйон радянських солдатів і офіцерів, а також захопили як трофеї близько 3400 танків і понад 6800 артилерійських гармат.

#### ДонбастаРостов
29 вересня 1941 року командувач групою армій «Південь» генерал-фельдмаршал Герд фон Рундштедт розпочав нову наступальну операцію на сході України, й вже 7 жовтня частини Клейста вийшли до Азовського моря й з'єдналися під Бердянськом, оточивши 18-ту та 9-ту радянські армії, що тримала оборону в цьому регіоні. В результаті битви під с. Чернігівка, що закінчився 10 жовтня, частини Червоної Армії зазнали важких втрат. У полон потрапило близько 100 тис. чоловік, а командувач 18-ї армії генерал-лейтенант А. К. Смирнов загинув. Після чого 11-та армія змогла безперешкодно увійти до Криму і просунулася до Севастополя, проте узяти місто з ходу не вдалося.
6 жовтня Герд фон Рундштедт почав другий етап операції — з північного флангу групи армій «Південь» почала наступ 17-та армія. 6-та та 12-та радянські армії, над якими нависла загроза оточення, стрімко відступали на схід. На південному фланзі залишки 18-ї та 9-ї армій відходили на Таганрог. 13 жовтня, вже під Таганрогом, 9-та армія провела контрудар, але була зім'ята танками 3-го моторизованого корпусу групи фон Клейста і покотилася далі до Ростова, де радянське командування терміново формувало 56-ту окрему армію генерал-лейтенанта Ф.Ремезова. Рундштедт був на піку своєї кар'єри. Його армії, стрімко надолужуючи згаяне під Києвом час, просувалися по степах Південної України. Попереду вже виднівся Ростов-на-Дону — місто, що вважалося воротами Кавказу.
Оволодівши значною частиною Донбасу, Рундштедт виступив за припинення подальшого наступу, але Гітлер відкинув цю пропозицію і зажадав продовжувати наступ з метою захоплення Ростова-на-Дону і виходу на р. Дон.
5 листопада 1941 року Герд фон Рундштедт почав наступ на Ростов з позицій східніше від річки Міус. Щоб уникнути загайних боїв на підступах до міста, фельдмаршал мав намір провести глибокий обхідний маневр, обійти позиції 9-ї та 56-ї окремої армій з північного сходу та оточити їх. Одночасно 17-та армія Вермахту вела наступ на Ворошиловград, сковуючи основні сили Південного фронту.
Протягом тижня 1-ша танкова група фон Кляйста на 30 кілометрів угризлася в оборону радянських військ, що мали дворазову перевагу в авіації. Але втрати німців у танках були настільки великі, що Рундштедт наказав змінити напрям удару і пробиватися до Ростова-на-Дону з півночі. 21 листопада 1941 року танкісти Йозефа Дітріха зі складу 1-ї танкової групи Клейста виконали цей наказ і увірвалися в Ростов-на-Дону. Проте, війська Червоної Армії, що ще 17 листопада перейшли в контрнаступ створили загрозу лівому флангу і тилу 1-ї танкової групи. Щоб уникнути оточення, Клейст, всупереч наказу Гітлера, який заборонив німецьким військам відступати, 28 листопада розпочав відведення своїх військ з району Ростова. Одночасно він звернувся до Рундштедта з проханням санкціювати його рішення. Якби фельдмаршал не зробив цього, елітна мотопіхотна бригада «Лейбштандарт Адольф Гітлер», 14-та танкова і 60-та моторизована дивізії потрапили б в оточення. Рундштедт, порушивши наказ Гітлера, такий дозвіл надав, наказавши Клейстові відвести війська 1-ї танкової групи на рубіж р. Міус. 29 листопада німці залишили Ростов.
30 листопада фюрер скасував рішення Рундштедта, наказавши йому «триматися за будь-яку ціну». Рундштедт назвав таку вимогу «божевіллям» і заявив, що якщо Гітлер не скасує свій наказ, то йому доведеться шукати іншого виконавця.
У ніч на 1 грудня Рундштедт був усунений від командування. Він став першим німецьким фельдмаршалом, відправленим Гітлером у відставку під час Другої світової війни. Замінив Рундштедта генерал-фельдмаршал В. фон Райхенау, який відразу ж віддав наказ припинити відступ 1-ї танкової групи, однак, вже через день, розібравшись в обстановці, скасував його. Зміщувати з посади другого генерал-фельдмаршала А.Гітлер уже не став. Незабаром, прибувши до 1-ї танкової армії з наміром зняти її командувача та начальника штабу з посади, він особисто переконався, що Клейст і Рундштедт мали рацію.

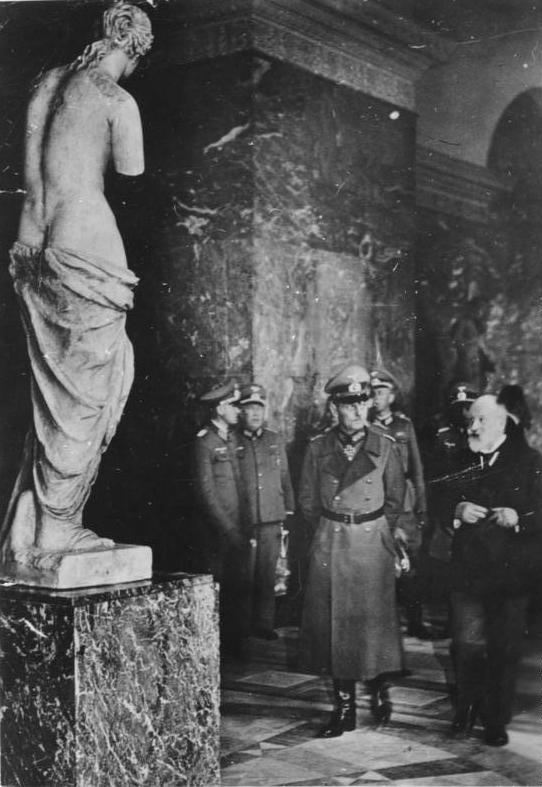
Рундштедт відвідує Лувр. Жовтень 1940

### Західний фронт

#### Підготовка до відбиття вторгнення союзників
Однак друга відставка Рундштедта виявилася тимчасовою. Гітлер не міг відмовитися від послуг найдосвідченішого і найавторитетнішого зі своїх воєначальників. 1 березня 1942 року генерал-фельдмаршал був призначений головнокомандувачем військами Вермахту на Заході (група армій «D» — 1-ша А (ген. Й. Бласковіц), 7-ма А (ген. Ф. Долльман, 15-та А (ген. Г. фон Фітингоф), що дислокувалися на французькому та бельгійському узбережжі, а також в Західній Німеччині.
Завдання, що стояло перед військами, що розташовувалися на Заході, полягало в тому, щоб не допустити висадки британо-американських союзників у Франції та перешкодити відкриттю ними Другого фронту в Європі. Якщо така висадка все ж відбудеться, то скинути противника в море. Рундштедт розробив план дій в разі вторгнення противника. Фельдмаршал допускав, що морський десант може бути висаджений в наступних районах: у Нідерландах, на узбережжі Ла-Маншу, на півострові Бретань, на узбережжі Біскайської затоки й на Французькій Рив'єрі. Він виходив з того, що британці й американці спробують висадитися тільки в одному з перерахованих районів, тому в основу плану оборони була покладена ідея швидкого перекидання військ з районів, де союзники не висадять війська на ділянки, які стануть місцем вторгнення військ противника. Було розроблено п'ять оперативних планів, відповідно названих «Нідерланди», «Узбережжя Ла-Маншу», «Бретань», «Гирло Жиронда» і «Ізабелла». Згідно з наказом фон Рундштедта, в разі загрози вторгнення на півдні Франції приводився в дію план «Ізабелла», який передбачав окупацію території Віші та відбиття морського десанту союзників. При проведенні операції «Гирло Жиронда» частини 7-ї польової армії проводили перегрупування і додатково отримували танкову, авіаційну і піхотну дивізії.

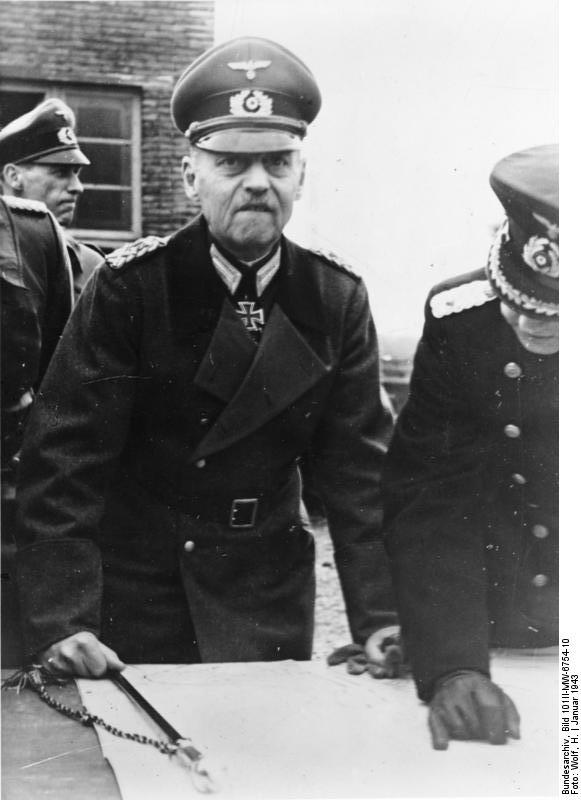
Герд фон Рундштедт під час відвідування військ берегової оборони Атлантичного валу. Січень 1943

Вторгнення союзників у Північну Африку восени 1942 року змусило німецьке командування послабити свої війська на північному заході Франції. 7 листопада 1942 року відповідно до оперативного плану «Антон» 10 дивізій Рундштедта увійшли в неокуповану частину Франції. Тепер фельдмаршал мав організувати оборону Середземноморського узбережжя, довжина якого становила 500 кілометрів, хоча і без того, через нестачу коштів програма створення Атлантичного валу була практично зірвана. Стурбований слабкістю оборони вермахту в Західній Європі, навесні 1943 року фон Рундштедт відвідав Ставку фюрера, щоб домогтися посилення німецьких військ на Заході, але, нічого не добившись, повернувся до Парижа.
Рундштедт зміг домогтися тільки того, що усе артилерійське озброєння перейшло з «лінії Зігфрида» на Атлантичний вал. Всього в укріпленнях Атлантичного узбережжя знаходилося 2 692 артилерійських системи, що приблизно відповідало 1 гармата на 1 кілометр фронту оборони узбережжя. Маючи такі мізерні ресурси та можливості, фон Рундштедт ухвалив рішення залишити безпосередньо на узбережжі лише невелику кількість дивізій, котрі були здатні чинити опір десантним військам противника. Основну силу повинні були скласти сильні рухомі резерви, які могли б своєчасно з'явитися в районі висадки та вдарити по противнику. Він вважав, що для здійснення цієї ідеї необхідно сформувати три оперативні ешелону оборони. Сили першого ешелону, розташовані прямо на узбережжях, повинні були вимотати висаджується десант. Метою військ другого ешелону, що складався з піхотних дивізій, було затримання просування противника в глиб території Франції. Третій ешелон — танкові й моторизовані дивізії — повинен був завершити знищення вторглися військ західних союзників. Генерал танкових військ Гайр фон Швепенбург підтримав цю ідею.
Наприкінці 1943 року Рундштедт офіційно заявив фюреру, що наявними в його розпорядженні силами тривала оборона узбережжя неможлива. Фельдмаршал стверджував, що, на його думку, без великих танкових і моторизованих з'єднань боротися з морським десантом союзників безглуздо. Нарешті 10 листопада Гітлер створив групу армій «B» особливого призначення, яку очолив знаменитий фельдмаршал Роммель. Перебуваючи в підпорядкуванні у Рундштедта, «Лис пустелі» повинен був вивчити готовність вермахту до контрудару по противнику і розробити пропозиції щодо поліпшення оборони Атлантичного узбережжя. Ервін Роммель, що мав на відміну від Рундштедта сумний досвід боротьби з морськими десантами, запропонував новий план оборони. Він вважав за необхідне знищувати війська вторгнення прямо в смузі плацдармів, поки вони слабкі й безпорадні. Роммель наполягав на створенні безпосередньо на узбережжі надійної системи вогню та зосередженні там основних сил, в тому числі й танкових дивізій. Після довгих сперечань два фельдмаршала прийшли до компромісу: більшість піхотних дивізій і вся артилерія призначалися для знищення противника під час висадки на берег, а танкові та найбоєздатніші моторизовані дивізії були виділені до резерву, призначеного для завдавання контрударів у районі висадки десанту західних союзників.
На відміну від Роммеля, Рундштедт вважав доцільнішим дати союзним військам рішучий бій у глибині, коли вони позбудуться підтримки корабельної артилерії, в стилі ведення бойових дій зразка 1940 року. Але, при цьому Рундштедт не враховував тієї обставини, що перемоги 1940 року вже пішли в безповоротне минуле. Тепер на боці союзників була повну перевагу в повітрі, німецька армія втратила колишню перевагу в танках і артилерії, а боєздатність більшості німецьких дивізій на Заході була не найкращою. Виграти в таких умовах битву з противником, що закріпився на плацдармі і має велику перевагу в силах і засобах було вельми проблематично. Але, Рундштедт, ймовірно, не здавав собі справи в цьому і продовжував жити колишніми ілюзіями, далекими від реальної дійсності.
Всього до моменту вторгнення Герд фон Рундштедт розпорядженні двома групами армій (група армій «B» (фельдмаршал Е.Роммель), група армій «G» (генерал Й. Бласковіц), 1-ша парашутна армія (генерал К. Штудент) і танкова група «Захід» (генерал Л. фон Швепенбург). Група армій «B» під командуванням Роммеля загальною чисельністю в 39 дивізій, у тому числі 4 танкових, займала все північне узбережжя від затоки Зюдерзее до Луари. Оскільки командування чекало вторгнення на північ гирла Сени, в цьому районі було створене найсильніше угруповання з 1 танкової та 9 піхотних дивізій. Там же, де дійсно висадилися союзники, оборону тримали 716-та та 352-га піхотні дивізії, боєздатність яких була не найкращою. Південніше Луари дислокувалася група армій «G» генерала Бласковіца, що складалася з 16 дивізій.
У Центральній Франції та Бельгії були зосереджені 3 танкові та 1 моторизована дивізії СС резерву ОКГ (не підпорядковувалися Рундштедту), готові завдати удар у тому напрямку, де буде висаджуватися противник. Танкова група «Захід» відповідала за бойову підготовку бронетанкових військ Вермахту і розглядалася як резервне управління для об'єднаних дій всіх танкових з'єднань на головному напрямку. Третій флот люфтваффе, дислокований на Заході (також не підпорядковувався Рундштедту), мав 500 літаків, з яких тільки 160 машин були готові до воєнних дій. Відсутність єдиного керівництва всіма німецькими військами на Заході згодом стало однією з головних причин поразки Вермахту у Франції.

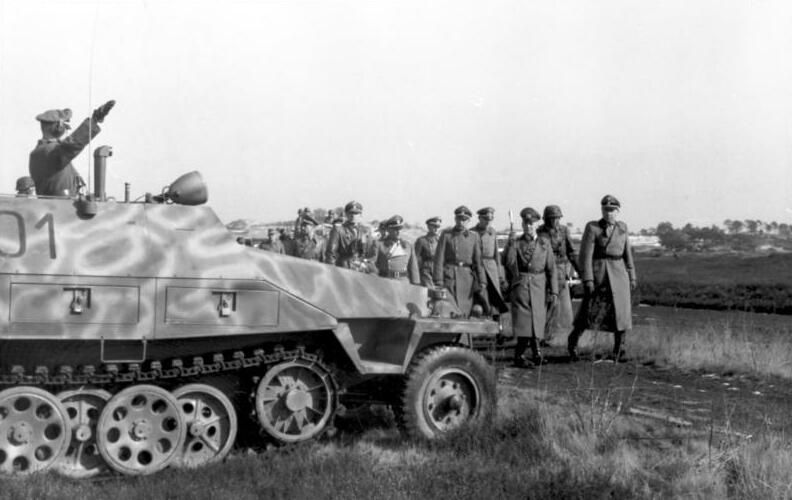
Г. фон Рундштедт здійснює інспекцію 12-ї танкової дивізії СС «Гітлерюгенд». Січень 1944

До того ж, вибір А.Гітлера з головнокомандувачем виявився невдалим — Рундштедт вже не був тим полководцем, який вів німецькі армії до перемог в 1939—1941 роках. Це був фізично і морально виснажений чоловік дуже поважного віку, глибоко розчарований в сприятливому для Німеччини скінченні Другої світової війни. Він не вірив у можливість запобігти за наявними у нього силами й засобами висадці союзних військ у Франції, сумнівався в ефективності споруджуваного в терміновому порядку т. зв. «Атлантичного валу» презирливо називаючи його «пропагандистським валом». Рундштедт навіть не вважав за потрібне приховувати своє скептичне ставлення до вищого політичного і військового керівництва рейху, не скупився на критичні випади на адресу фюрера (або, як він його називав у вузькому колі своїх помічників, — «богемського єфрейтора»). Повну байдужість до всього, апатія і незадоволеність всім навколо були звичайним станом фельдмаршали в цей період його діяльності.

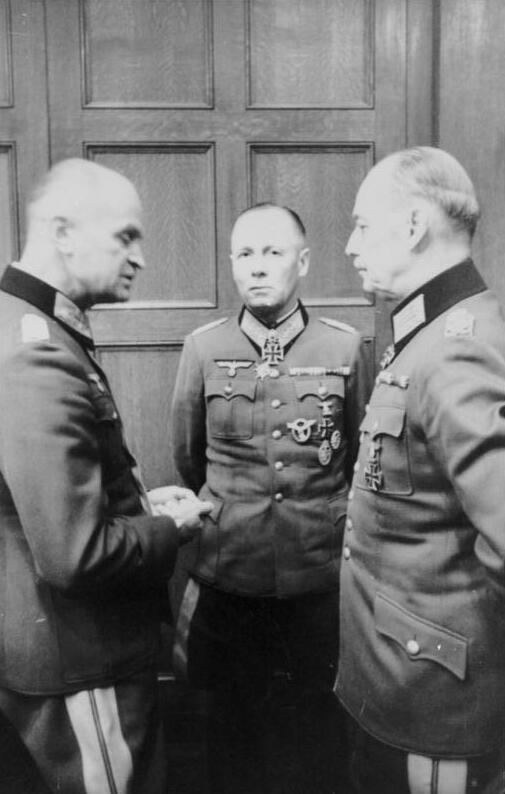
Вище командування військами Вермахту на Заході напередодні вторгнення союзників до Нормандії: головнокомандувач ОВ «Захід» генерал-фельдмаршал Герд фон Рундштедт, командувач групою армій «B» генерал-фельдмаршал Ервін Роммель та командувач групи армій «G» генерал-полковник Й. Бласковіц. Париж. Травень 1944

Передовіривши всі поточні справи своєму штабу, а також своєму діяльному підлеглому генерал-фельдмаршалу Е. Роммелю (командувач групою армій «B»), він майже повністю самоусунувся від усього, що могло внести якийсь дисонанс в його розмірене тилове життя. На постійне втручання ОКВ і особисто Гітлера у сферу його діяльності реагував мляво і практично не звертав на це особливої уваги. У результаті належних заходів з підготовки оборони морського узбережжя на випадок висадки союзників прийнято не було.

#### Операція «Оверлорд»

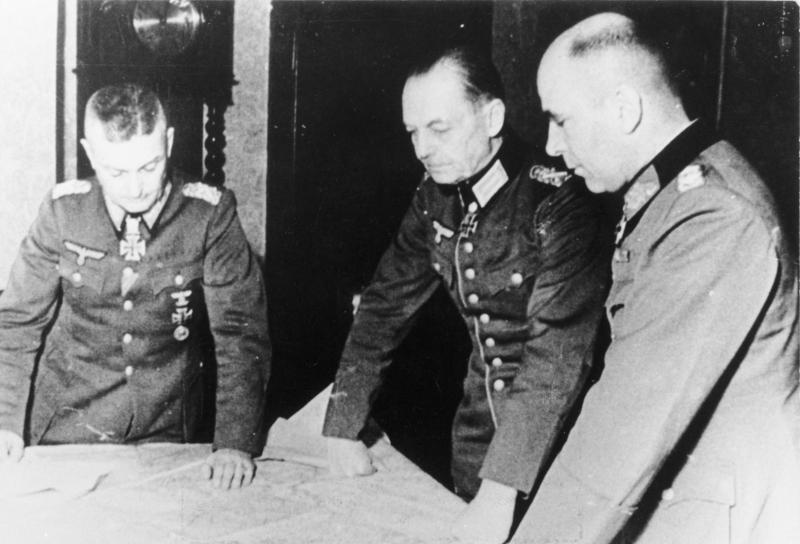
Генерал-фельдмаршали Вальтер Модель, Герд фон Рундштедт та генерал від інфантерії Ганс Кребс. Листопад 1944

Вранці 6 червня 1944 року, отримавши повідомлення про висадку союзників, Рундштедт наказав двом танковим дивізіям СС зі складу резерву Командування негайно виступати до Нормандії, але Гітлер скасував розпорядження фельдмаршала. У підсумку тільки 21-ша танкова дивізія групи армій «B» прийняла бій з десантом, зупинивши 6-ту британську дивізію біля Кана. Лише о 16-й годині фюрер дозволив увести в бій дві дивізії СС, а наступного дня кинув до Нормандії весь резерв. Але слушний час вже минув.
Розгромити та скинути в море, й, більш того, перешкодити успішному просуванню союзних військ Рундштедту не вдалося, а нанесений їм з запізненням контрудар закінчився невдачею, так само як і загальний контрнаступ, розпочатий ним у Нормандії. 1 липня він доповів у ставку про його провал. На питання генерал-фельдмаршала Кейтеля — що ж робити далі — втративши самовладання Рундштедт прокричав «Укладати мир, ідіоти, що ж ще ви зможете зробити?» — І кинув трубку. А.Гітлер відразу ж зарахував Рундштедта в «пораженці». 2 липня 1944 року зі ставки фюрера в його штаб прибув посланець фюрера полковник Г. Бергманн. Він повідомив фельдмаршалу про нагородження його дубовим листям до Лицарського хреста і вручив листа Гітлера, в якому фюрер оголошував про усунення Рундштедта з посади командувача військами Вермахту на Заході. Замість нього війська Вермахту на Заході очолив генерал-фельдмаршал Гюнтер фон Клюге.

#### Останні битви Західного фронту 1944—1945
Після провалу змови 20 липня, який обурив фон Рундштедта, він погодився разом з Г.Гудеріаном та В.Кейтелем брати участь в Армійському суді честі, в ході якого були відправлені у відставку сотні нелояльних А.Гітлеру офіцерів, часто по нікчемній підозрі. Це означало, що на них більше не діють закони воєнного часу, і їх справи були передані Роланду Фрейслеру. Більшість з них потім зазнала репресіям, багато кого стратили. Хоча генерал-фельдмаршал недолюблював Гітлера, прекрасно розумів, що війна програна, але сліпа вірність офіцерському кодексу честі змусила його підкоритися. Більш того, фон Рундштедт схвалив поширення кримінальної відповідальності за замах на фюрера на членів сімей змовників.
У середині серпня 1944 року генерал-фельдмаршал Гюнтер фон Клюге, запідозрений у причетності до змови, наклав на себе руки, а фельдмаршал Вальтер Модель був звільнений з посади через 18 днів після призначення командувачем військами Західного фронту. 4 вересня 1944 року Рундштедт був знову призначений командувачем (з 17 листопада 1944 головнокомандувачем) усіх військ вермахту на Заході.
До того часу відкритий союзниками Другий фронт вже майже впритул наблизився до західного кордону Німеччини. Користуючись тимчасовим затишшям, Рундштедт кинув усі сили на спорудження «Західного валу», який повинен був зупинити вторгнення союзників до Німеччини. На початку листопада 1944 року британо-американські війська відновили наступ, але Рундштедту в цілому вдалося утримати фронт. Виступив проти контрнаступу в Арденнах (грудень року 1944 — 1945 січня року), вважаючи його при наявному співвідношенні сил авантюрою. Коли ж його думка не було взято до уваги, то просто самоусунувся від цього підприємства, передоручивши керівництво ним генерал-фельдмаршалу В. Моделю, який теж не вірив в успіх контрнаступу, але діяв зі звичайною для нього рішучістю і вірністю своєму фюреру. 24 грудня 1944 року вже на 8-й день контрнаступу Рундштедт запропонував Гітлеру припинити його, але отримав відмову. Через два тижні стало очевидно, що контрнаступ німецької армії в Арденнах провалився. Все вийшло так, як й передбачав Рундштедт.
На початку лютого 1945 року союзники перейшли у загальний наступ на Західному фронті. На ряді ділянок Рундштедту вдалося відбити їх. 18 лютого 1945 Гітлер нагородив його мечами до Лицарського хреста. Але 20 лютого 1945 «лінія Зігфрида» була прорвана союзними військами, і Рундштедту довелося відступити за Рейн.
7 березня 1945 року передові підрозділи американської 9-ї бронетанкової дивізії, що наступала на правому фланзі 1-ї американської армії в напрямі на Ремаген, вдалося домогтися великого успіху. Авангард дивізії, подолавши останню гряду висот перед Рейном, виявив дивом уцілілий залізничний міст через річку. Стрімким кидком танкісти увірвалися на міст і швидко захопили його. Так союзники, самі того не очікуючи, перейшли Рейн і захопили плацдарм на його східному березі, зірвавши задум німців організувати тут новий оборонний рубіж. Гітлер остаточно зневірився в полководницьких здібностях Рундштедта і «дуже чемно» попросив його подати у відставку.
9 березня 1945 вчетверте за свою кар'єру фон Рундштедт був зміщений зі своєї посади та відправлений у відставку. Ніякої участі в подальших подіях війни він більше не брав.

### Після війни
1 травня 1945 року Рундштедт був захоплений в полон солдатами американської 36-ї піхотної дивізії в шпиталі Бад-Тельц, де старий фельдмаршал проходив курс лікування, й через кілька днів переданий британцям. Незабаром він був відвезений до Британії, де його розмістили в таборі військовополонених в Брідженді (Південний Уельс).

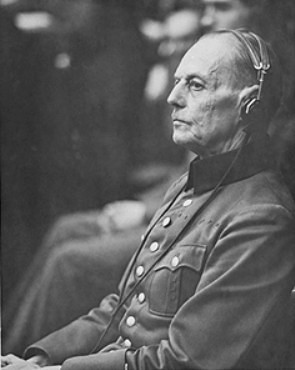
Генерал-фельдмаршал Герд фон Рундштедт на Нюрнберзькому процесі

Британці вважали Рундштедта військовим злочинцем й під час слідства фельдмаршалу пред'явили звинувачення у скоєні воєнних злочинів на території Польщі, Росії та Франції, де він не перешкоджав діям каральних загонів СС. Звинувачення проти нього полягали в організації масових вбивств на окупованих радянських територіях. Так, йому ставилося в провину те, що 10 жовтня 1941 року командувач 6-ї армії Вальтер фон Райхенау видав свій сумнозвісний «наказ Райхенау». Коли Рундштедт одержав копію наказу, він її розмножив і розіслав командувачам інших армій як зразок наказу, який вони повинні були віддати своїм підлеглим. Також було зафіксовано його активне сприяння айнзатцгрупам. Коли його питали по суті справи й представили викривальні свідчення свідків і командира айнзатцгрупи, Рундштедт тільки сказав, що для есесівця — зухвалість «говорити в такому тоні про фельдмаршала», хоча він не міг спростувати ці свідчення.
Також, під час розслідування радянські слідчі запитали його, яку битву у війні він вважає вирішальною. Від нього чекали, що він скаже «Сталінград», але він сказав «Битва за Британію». Роздратовані слідчі закрили блокноти та пішли.
Кінець кінцем Герд фон Рундштедт так і не з'явився перед судом, як стверджують, через слабке здоров'я, хоча американські слідчі вважали, що рішення британців було засноване на політичних мотивах. Його звільнили в липні 1948 року з-під варти через різке загострення хвороби серця, й до своєї смерті Рундштедт жив у Ганновері, де 24 лютого 1953 року в 77-річному віці він помер від серцевого нападу.

## Сім'я
22 січня 1902 року одружився з Луїзою фон Гетц і у них була тільки одна дитина — син Ганс Герд фон Рундштедт (1903–1948).

## Роль Герда фон Рундштедта в історії

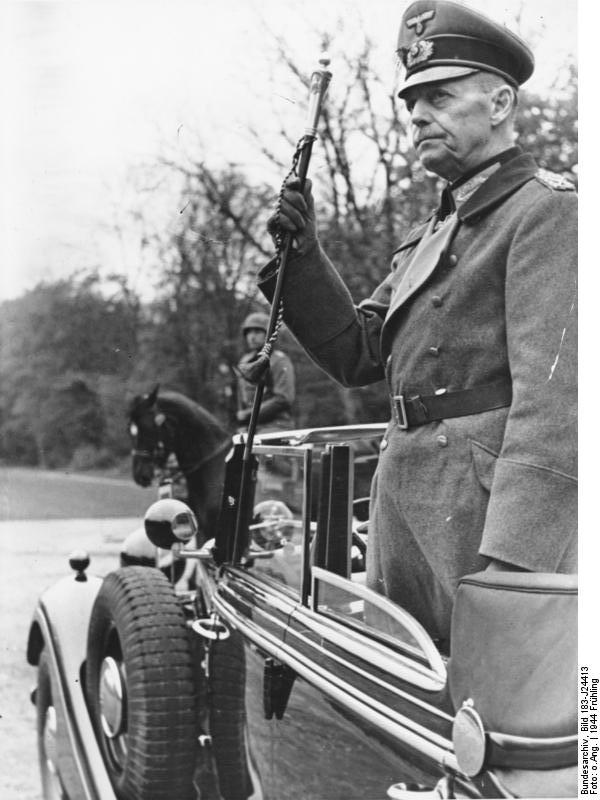
Генерал-фельдмаршал Герд фон Рундштедт. Лютий 1944

Герд фон Рундштедт належав до найстарішого покоління гітлерівських фельдмаршалів і був свого роду старійшиною серед них. На відміну від більшості генералів рейхсверу, які до нацистського руху ставилися негативно або в кращому випадку скептично, Рундштедт в силу своєї аполітичності не виявляв до нього ніякого інтересу, залишаючись вірним своєму головному принципу «армія повинна залишатися поза політикою». Тим не менш об'єктивно він беззастережно поставив себе на службу нацизму і його злочинній політиці, оскільки його погляди й переконання в дечому збігалися з ідеологією, взятої на озброєння нацистським режимом (мілітаризм, націоналізм, експансіонізм, антидемократизм тощо).
Згодом Рундштедту довелося розчаруватися, але не в цілях, які ставили перед собою нацисти, а в методах їхнього досягнення. Ці методи він вважав занадто авантюристичними й загрожує важкими для Німеччини наслідками. Добре пам'ятаючи сумні для Німеччини підсумки Першої світової війни (в 20-ті роки Рундштедт працював у спеціально створеній військовим відомством комісії, що вивчала причини поразки кайзерівської Німеччини в Першій світовій війні), Рундштедт виступав за зваженіший підхід до вирішення проблем, що стояли перед Німеччиною. Він був одним з найвизначніших представників касти німецьких мілітаристів, котра наполегливо і незмінно виступала за відродження військової могутності Німеччини й бойового духу німецького народу, був активним прихильником моторизації армії та введення в ній жорсткої військової дисципліни. Водночас Рундштедт за складом свого характеру був досить консервативною людиною. Він з великим трудом і явним небажанням сприймав різного роду нововведення у військовій справі, але найчастіше просто відмахувався від них, й у своїй практичній діяльності вперто продовжував дотримуватися канонів Першої світової війни, що вже багато в чому зжили себе. До речі, з усіх гітлерівських фельдмаршалів Рундштедт був, мабуть, одним з небагатьох найменш обізнаних з питань бойового застосування танкових військ в сучасних умовах (ті перемоги, які здобули танкові війська, які перебували під його командуванням, є, перш за все, заслугою воєначальників, котрі їх очолювали). Очевидці стверджують, що за всю Другу світову війну Рундштедт жодного разу навіть не спромігся побувати в танку.
В останні роки існування Третього рейху Гітлеру добре було відомо, що старий фельдмаршал проявляє свого роду фрондерство, дозволяє собі критичні висловлювання не тільки на адресу вищого військово-політичного керівництва рейху, а й особисто його, тобто верховного головнокомандувача і фюрера німецької нації. Однак, це не мало якогось серйозного впливу на ставлення Гітлера до Рундштедту. Довіряючи йому вищі військові пости, Гітлер був упевнений, що ні за яких обставин така людина, як Рундштедт, не піде на порушення присяги й конфронтацію з режимом, а його фрондерство ніколи не знайде форму активних антиурядових дій. І він у цьому не помилявся. Коли влітку 1944 року Роммель спробував залучити Рундштедта в змову проти Гітлера, то отримав рішучу відмову. «Ви молоді. Люди знають і люблять Вас. Ось ви й робіть це…» — заявив Рундштедт. Взагалі Рундштедт за можливості завжди намагався уникати конфліктних ситуацій і мав схильність до компромісів. Разом з тим, всупереч аристократичному вихованню і благородний імідж, у нього був досить крутий норов, який зазвичай проявлявся в тих випадках, коли хтось намагався втрутитися в його справи. Тут вже гонор аристократа старого гарту виявлявся у всій своїй красі.

### Рундштедт як воєначальник
Попри норовливість Рундштедта, А.Гітлер високо цінував його як військового фахівця і завжди відчував стосовно до нього непідробну симпатію. Його приваблювала якась незрозуміла аура, яка оточувала цю людину, загадкова і незбагнена для нього, фюрера. Ймовірно тому, попри похилий вік фельдмаршала і цілком очевидну втрату притаманних йому, як полководцю якостей, Гітлер так й не зміг з ним розлучитися майже до самого кінця війни. Звідси й безпрецедентні призначення Рундштедта на вищі посади після трьох відставок.
У 1939—1941 роках Рундштедт був одним з трьох вищих воєначальників Німеччини, які очолювали групи армій, німецького Вермахту. Його бойові заслуги під час Польської 1939 і Французької 1940 років кампаній були вражаючими. Очолювані ним війська в обох цих кампаніях діяли на напрямку головного удару і зробили вирішальний внесок у швидкий і нищівний розгром спочатку Польщі, Франції та був. Успішно діяв Рундштедт і під час кампанії 1941 року на радянсько-німецькому фронті. Його війська завдали цілий ряд великих поразок Червоній Армії в Україні, але, врешті-решт зазнали поразки під Ростовом. Надалі вся бойова діяльність Рундштедта проходила на Західному фронті, де очолювані ним війська протистояли західним союзникам. Але тут у нього не вийшло діяти так успішно, як раніше. Його слава полководця вже наприкінці 1941 року неабияк потьмяніла. Гучних перемог, якими він прославився в 1939—1941 роках, тут вже не було, а були лише одні поразки. Зрештою, навіть Гітлер, який завжди зволив Рундштедту, був змушений визнати його неспроможність як головнокомандувача військами Західного фронту і за два місяці до завершення війни остаточно звільнив у відставку.
З весни 1942 року до середини 1944 року Рундштедт командував окупаційними військами у Франції та Бельгії. Цей період його діяльності як воєначальника характеризується крайньою пасивністю і повною занедбаністю всіх справ. Більшу частину свого службового часу він проводив у дозвільному неробство. Його основним пристрастю було читання детективних романів. Бувши фактично повновладним господарем на окупованій частині Франції, Рундштедт проводив там досить помірну політику і не дозволяв військам СС творити ті звірства, якими був відзначений їх шлях в інших підкорених країнах. Важливу роль в цьому зіграли давні симпатії Рундштедта до Франції (у його жилах разом з німецькою текла і французька — по матері — кров, а сам він досконало володів французькою мовою). За твердженнями очевидців, Рундштедт в цей період уподібнився далекому від усього мирського верховному жерцеві, ім'я якого вимовлялося підлеглими з трепетом і побожністю. У результаті всієї його «діяльності» Атлантичне узбережжя Франції до моменту вторгнення британо-американських військ виявилося абсолютно непідготовленим для оборони. Перешкодити висадці союзників у Франції Рундштедт не зміг, а зроблена ним спроба скинути противника в море закінчилася провалом. Бойова кар'єра Рундштедта завершилася на початку весни 1945 року на Рейні, де він зазнав чергової поразки, не зумівши зупинити наступ союзників на цій потужній природній перешкоді.
У роки Другої світової війни Рундштедт здобував себе славу одного з найвидатніших полководців німецької армії. З його ім'ям нерозривно пов'язані гучні перемоги німецького Вермахту в Польщі, Франції та літньо-осінній кампанії року в Росії 1941 року. Проте до великих полководців Рундштедта навряд чи можна віднести. Не був він також по-справжньому значною і сильною особистістю. Річ у тому, що надалі (а це більша й основна частина Другої світової війни), Рундштедт нічим себе не проявив, а на завершальному етапі війни діяв украй невдало. На заході своєї полководницької кар'єри він лише реагував на дії противника, а іноді навіть і цього не робив. Таку метаморфозу в бойовій біографії Рундштедта західні історики пояснюють постійним втручанням Гітлера в оперативні питання, що сковували, а то і зовсім виключали будь-який прояву ініціативи з боку фельдмаршала. Однак, слід визнати, що Рундштедт все ж був здібним і компетентним воєначальником, що володів неабиякими військовими даруваннями.
Ще за часів Першої світової війни він проявив себе як один з найздібніших офіцерів Генерального штабу німецької армії, якому не раз довіряли виконання найвідповідальніших доручень. Репутацію блискучого генштабіста Рундштедт не тільки закріпив, а й примножив у лавах рейхсверу, свідченням чого є його стрімке просування по службових сходах: 9 за років від оберста — до повного генерала. До цього слід додати, що для абсолютної більшості офіцерів і тим більше генералів стотисячної армії Веймарської республіки, просування по службі в ті роки було дуже повільним.
Полководницький талант Рундштедта розкрився тільки з початком Другої світової війни. При плануванні бойових дій він швидко схоплював суть проблеми, що стояла перед ним, чітко визначав мету майбутньої операції та ставив завдання військам (армійським об'єднанням). Деталі його не цікавили, всю цю рутинну роботу він цілком передоручав своєму штабу. Під час ведення бойових дій майже ніколи не виїжджав у війська, займаючись переважно вирішенням лише загальних питань. Всі повсякденне керівництво військами здійснював його штаб. В результаті такого стилю керівництва Рундштедт нерідко втрачав безпосередній контакт з підлеглими на фронті, не завжди правильно відчував пульс бою і приймав рішення не адекватні обстановці, якщо вона змінювалася особливо різко. Це дало підставу недоброзичливцям Рундштедта прозвати його «кабінетним стратегом».
Рундштедт був вельми імпозантної особистістю. Він користувався високим авторитетом серед офіцерського корпусу німецької армії. Ним захоплювалися генерали як «останнім пруссакам» і «чорним лицарем німецької армії». Велика популярність Рундштедта у військових колах була добре відома Гітлеру і він з цим змушений був вважатися. Була в Рундштедта і така дивина: навіть бувши вже фельдмаршалом, він часто носив форму полковника і бував дуже задоволений, коли підлеглі його не впізнавали. Така звичка увійшла в нього в ужиток з 1938 року, коли разом з першою відставкою йому була надана виняткова для німецької армії почесть — присвоєно звання почесного командира 18-го піхотного полку, яким він колись командував. Цією нагородою Рундштедт дуже пишався і цінував її понад усе.

## Нагороди генерал-фельдмаршала Герда фон Рундштедта
- Столітня медаль
- Орден Білого Сокола, лицарський хрест
- Орден Корони (Пруссія) IV ступеня
- Орден Червоного орла 4-го класу
- Залізний Хрест 2-го класу (1914)
- Залізний Хрест 1-го класу (1914)
- Почесний хрест Шварцбургів 3-го класу
- Орден «За заслуги» (Вальдек) 4-го класу
- Військовий хрест «За заслуги» (Баварія) 1-го класу
- Військовий орден «За заслуги» (Баварія) IV ступеня з мечами (9 серпня 1915)
- Орден Альберта (Саксонія), лицарський хрест 1-го класу з мечами
- Хрест «За військові заслуги» (Ліппе)
- Лицарський хрест Королівського ордена дому Гогенцоллернів з мечами (Пруссія) (1917)
- Хрест «За військові заслуги» (Австро-Угорщина) III ступеня з бойовою відзнакою (22 листопада 1917)
- орден дому Саксен-Ерністіне, лицарський хрест 1-го класу з мечами
- Галліполійська Зірка (Османська імперія)
- Хрест «За вислугу років» (Пруссія)
- Почесний хрест ветерана війни за 1914-1918 (1935)
- Пряжка до Залізного хреста 2-го класу (1939)
- Медаль «За вислугу років у Вермахті» 4-го, 3-го, 2-го, 1-го і особливого класу (за 40 років військової служби)
- Орден Заслуг (Угорщина), великий хрест (11 серпня 1937)
- Медаль «У пам'ять 1 жовтня 1938»
- Великий Хрест ордена Корони Італії  (7 червня 1938)
- Застібка до Залізного хреста 1-го класу (1939)
- Лицарський хрест Залізного хреста № 344 (30 вересня 1939)
  -  Лицарський хрест Залізного хреста з Дубовим листям № 519 (17 липня 1944)
  -  Лицарський хрест Залізного хреста з Дубовим листям та Мечами № 133 (18 лютого 1945)
- Орден Михая Хороброго
  - III і II ступеня (19 вересня 1941)
  - I ступеня (1 вересня 1942)
- 6 разів відмічений в доповіді Вермахтберіхт (6 серпня 1941, 8 серпня 1941, 19 вересня 1941, 11 жовтня 1941, 12 жовтня 1941, 10 вересня 1943)